# Nichelle Nichols
Nichelle Nichols (n. Grace Dell Nichols; n. 28 decembrie 1932, Robbins⁠(d), Cook County, Illinois, SUA – d. 30 iulie 2022, Silver City, New Mexico, SUA) a fost o actriță americană, cântăreață și actriță de voce. A cântat cu Duke Ellington și Lionel Hampton înainte să-și înceapă cariera actoricească. Este cel mai cunoscută pentru rolul Locotenentului Uhura de pe USS Enterprise din franciza Star Trek.